# Контролисани природни језици
Контролисани природни језици (KПЈ) су подскупови природних језика који се добијају ограничавањем граматике и речника ради смањивања или уклањања двосмислености и сложености. Контролисани језици традиционално спадају у две главне врсте: оне који омогућавају људима да боље разумеју написани текст (нпр. особама које нису изворни говорници) и оне које омогућавају поуздану аутоматску семантичку анализу језика.
Прва врста језика (често се називају "поједностављени" или "технички" језици), на пример ASD поједностављени технички енглески, технички енглески Катерпилара, ИБМ-ов једноставни енглески, користе се у индустрији ради повећања квалитета техничке документације и евентуално ради поједностављења (полу)аутоматског превода документације. Ови језици ограничавају писца општим правилима као што су „Нека реченице буду кратке“, „Избегавајте употребу заменица“, „Користите само речи које се налазе у речнику“ и „Користите само актив“. 
Друга врста језика има формалну синтаксу и семантику и може се пресликати на постојећи формални језик, као што је логика првог реда. Стога се ти језици могу користити као језици за представљање знања,  а писање тих језика потпуно је подржано аутоматским проверавањем доследности и редудантности, упитничким системима итд.

## Језици
Постојећи контролисани природни језици укључују:  
- ASD Simplified Technical English
- Attempto Controlled English[4]
- Aviation English
- Basic English[5]
- ClearTalk
- Common Logic Controlled English[6]
- Distributed Language Translation Esperanto
- E-Prime
- Français fondamental
- Gellish Formal English
- ModeLang[7]
- Newspeak
- Processable English (PENG)[8]
- Seaspeak
- Semantics of Business Vocabulary and Business Rules
- Special English